# 丸米町
丸米町（まるこめちょう）は愛知県名古屋市中川区にある町名。現行行政地名は丸米町1丁目及び丸米町2丁目。住居表示未実施。

## 地理
名古屋市中川区の東部に位置し、東に清船町、西に太平通、南に八家町、北に上脇町に接する。

## 歴史

### 町名の由来
一帯は戦国時代には丸米郷、江戸時代には丸米野村と称していた。

### 沿革
- 1952年（昭和27年）1月15日 - 中川区野立町および篠原町の各一部により、同区丸米町として成立[2]。

## 世帯数と人口
2019年（平成31年）2月1日現在の世帯数と人口は以下の通りである。
| 町丁   | 世帯数  | 人口    |
| ------ | ------- | ------- |
| 丸米町 | 534世帯 | 1,206人 |

## 学区
市立小・中学校に通う場合、学校等は以下の通りとなる。また、公立高等学校に通う場合の学区は以下の通りとなる。
| 番・番地等 | 小学校               | 中学校               | 高等学校 |
| ---------- | -------------------- | -------------------- | -------- |
| 全域       | 名古屋市立篠原小学校 | 名古屋市立長良中学校 | 尾張学区 |

## 施設
- 名古屋市立篠原小学校
- 宮崎精鋼 本社工場

## その他

### 日本郵便
- 郵便番号 : 454-0834[WEB 2]（集配局：中川郵便局[WEB 7]）。

### WEB
1. 1 2  “町・丁目(大字)別、年齢(10歳階級)別公簿人口(全市・区別)”.   名古屋市 (2019年2月20日). 2019年2月20日閲覧。
2. 1 2  “郵便番号”.  日本郵便. 2019年2月10日閲覧。
3. ↑  “市外局番の一覧”.   総務省. 2019年1月6日閲覧。
4. ↑  “中川区の町名一覧”.   名古屋市 (2015年10月21日). 2019年2月13日閲覧。
5. ↑  “市立小・中学校の通学区域一覧”.   名古屋市 (2018年11月10日). 2019年1月14日閲覧。
6. ↑  “平成29年度以降の愛知県公立高等学校（全日制課程）入学者選抜における通学区域並びに群及びグループ分け案について”.   愛知県教育委員会 (2015年2月16日). 2019年1月14日閲覧。
7. ↑  郵便番号簿 平成29年度版 - 日本郵便. 2019年02月10日閲覧 (PDF)

### 書籍
1. ↑  名古屋市計画局 1992, p. 494.
2. ↑  名古屋市計画局 1992, p. 823.